# Tour de Pologne 1998
55. edycja wyścigu kolarskiego Tour de Pologne odbyła się w dniach 6–13 września 1998. Wystartowało 133 kolarzy, ukończyło wyścig 84. Łączna długość trasy wyniosła 1434 km.
Pierwsze miejsce w klasyfikacji generalnej zajął Siergiej Iwanow (TVM - Farm Frites), drugie Jacky Durand (Casino - Géant), a trzecie Fabio Malbarti (Asics - CGA).
Sędzią głównym był Moroslav Janout (Czechy).

## Etapy
| Etap      | Data        | Start - meta                | Długość (km)            | Typ         | Zwycięzca etapu      | Lider           |
| I etap    | 6 września  | Słupsk - Słupsk             | 198                     | płaski      | Zbigniew Spruch      | Zbigniew Spruch |
| II etap   | 7 września  | Bytów - Inowrocław          | 250                     | płaski      | Danilo Hondo         | Mirko Rossato   |
| III etap  | 8 września  | Radziejów – Bełchatów       | 196                     | płaski      | Sławomir Chrzanowski | Piotr Wadecki   |
| IV etap   | 9 września  | Radomsko - Jastrzębie-Zdrój | 234                     | pagórkowaty | Artur Krzeszowiec    | Piotr Wadecki   |
| V etap    | 10 września | Wisła - Cieszyn             | 175                     | górski      | Siergiej Iwanow      | Siergiej Iwanow |
| VI etap   | 11 września | Bielsko-Biała - Zakopane    | 186                     | górski      | Aleksander Winokurow | Siergiej Iwanow |
| VII etap  | 12 września | Rabka - Wieliczka           | 174                     | pagórkowaty | Jacky Durand         | Siergiej Iwanow |
| VIII etap | 13 września | Wieliczka - Wieliczka       | 30 (jazda ind. na czas) | płaski      | Siergiej Iwanow      | Siergiej Iwanow |

## Końcowa klasyfikacja generalna

### Klasyfikacja indywidualna
| Poz. | Zawodnik             | Kraj       | Zespół                  | Czas (średnia km/h)      |
| ---- | -------------------- | ---------- | ----------------------- | ------------------------ |
| 1.   | Siergiej Iwanow      | Rosja      | TVM - Farm Frites       | 34h 21' 25" (42,26 km/h) |
| 2.   | Jacky Durand         | Francja    | Casino - Géant          | +02' 26"                 |
| 3.   | Fabio Malbarti       | Włochy     | Asics - CGA             | +03' 10"                 |
| 4.   | Christophe Bassons   | Francja    | Festina - Lotus         | +03' 22"                 |
| 5.   | Raimondas Rumšas     | Litwa      | Mróz                    | +03' 24"                 |
| 6.   | Dariusz Baranowski   | Polska     | Reprezentacja Polski    | +03' 47"                 |
| 7.   | Zbigniew Spruch      | Polska     | Mapei - Bricobi         | +04' 05"                 |
| 8.   | Aleksander Winokurow | Kazachstan | Casino - Géant          | +4' 35"                  |
| 9.   | Massimo Gimondi      | Włochy     | Amore Vita              | +5' 34"                  |
| 10.  | Władysław Borik      | Rosja      | Riso Scotti - MG Maglif | +6' 06"                  |

### Klasyfikacja drużynowa
| 1. | Mróz                  | 103h 24' 58" |
| 2. | Asics - CGA           | +18' 42"     |
| 3. | Cantina Tollo - Alexi | +36' 52"     |
| 4. | Festina - Lotus       | +47' 06"     |
| 5. | Reprezentacja Polski  | +52' 38"     |

### Klasyfikacja Kredyt Banku PBI
| 1. | Jacek Mickiewicz     | Polska | 18 pkt |
| 2. | Artur Krzeszowiec    | Polska | 15 pkt |
| 3. | Andrzej Sypytkowski  | Polska | 11 pkt |
| 4. | Grzegorz Gronkiewicz | Polska | 9 pkt  |
| 5. | Jarosław Chojnacki   | Polska | 5 pkt  |

### Klasyfikacja górska
| 1. | Andrzej Sypytkowski | Polska | 48 pkt |
| 2. | Rafał Kaźmierczak   | Polska | 24 pkt |
| 3. | Dariusz Baranowski  | Polska | 22 pkt |
| 4. | Fabio Malberti      | Włochy | 16 pkt |
| 5. | Siergiej Iwanow     | Rosja  | 15 pkt |

### Klasyfikacja punktowa
(od 2005 roku koszulka granatowa)
| 1. | Zbigniew Spruch      | Polska     | 100 pkt |
| 2. | Jacky Durand         | Francja    | 79 pkt  |
| 3. | Aleksander Winokurow | Kazachstan | 74 pkt  |
| 4. | Siergiej Iwanow      | Rosja      | 72 pkt  |
| 5. | Christophe Bassons   | Francja    | 64 pkt  |